# エヴェルトン・ケンペス・ドス・サントス・ゴンサウベス
エヴェルトン・ケンペス・ドス・サントス・ゴンサウベス（ポルトガル語: Everton Kempes dos Santos Gonçalves、1982年8月3日 - 2016年11月28日）は、ブラジル・ペルナンブーコ州出身のプロサッカー選手。ポジションはフォワード。登録名はケンペス。
2013年J2得点王(ジェフユナイテッド市原・千葉では公式戦75試合出場38得点)。2016年11月28日チームメイトらと共にラミア航空2933便墜落事故に遭遇し死去。

## 経歴
2004年にパラナ・クルーベでキャリアをスタートさせ、その後はブラジル国内の中小クラブを転々とした。
2011年にポルトゥゲーザからの期限付き移籍で所属していたアメリカ・ミネイロでは、カンピオナート・ブラジレイロ・セリエAで13得点を挙げたものの、クラブは降格した。
2012年、初の国外クラブとなるセレッソ大阪へ期限付き移籍。リーグ戦27試合で7得点をあげたものの、10月16日、退団とポルトゲーザへの復帰が発表された。
2013年1月、ジェフユナイテッド市原・千葉へ完全移籍。22得点を挙げ、J2得点王となった。
2014年7月15日 千葉ロッテマリーンズvs福岡ソフトバンクホークスで始球式に登場。
2015年1月、契約満了による退団が発表された。3月、ジョインヴィレECへ移籍。
2015年12月16日、シャペコエンセへ移籍。
2016年11月28日、ラミア航空2933便墜落事故に遭遇し死去、享年34。当時チームはコパ・スダメリカーナ2016の決勝に参加するためコロンビアのメデジンに向かっており、ケンペスのほか多くのチームメイトも犠牲となった。翌日に所属していたC大阪と千葉が公式サイトに追悼メッセージを掲載。
C大阪時代チームメイトの柿谷曜一朗や杉本健勇、千葉時代のチームメイトで初アシストを決めた際に腕時計を贈られた町田也真人や家族ぐるみで交流があった佐藤勇人ら元チームメイトもツイッターやメディアを通してコメントを発表した。また、佐藤は事故発生後にツイッターで無事を祈るメッセージを送っていた。

## 所属クラブ
- 2004年  パラナ・クルーベ
- 2005年  ヴィトーリアFC（ポルトガル語版）
- 2006年  セルトンジーニョFC
- 2007年  クルーベ・キンゼ・デ・ノヴェンブロ（ポルトガル語版）
- 2007年  セアラーSC
- 2008年  SERカシアス・ド・スル
- 2008年  イパチンガFC
- 2009年  クリシューマEC
- 2009年 - 2012年  アソシアソン・ポルトゥゲーザ・ジ・デスポルトス
  - 2010年  ECノヴォ・アンブルゴ (期限付き移籍)
  - 2010年  セアラーSC (期限付き移籍)
  - 2011年  アメリカ・ミネイロ (期限付き移籍)
  - 2012年2月 - 同年10月  セレッソ大阪 (期限付き移籍)
- 2013年 - 2014年  ジェフユナイテッド市原・千葉
- 2015年  ジョインヴィレEC
- 2016年  アソシアソン・シャペコエンセ・ジ・フチボウ

## 個人成績
| 国内大会個人成績 | 国内大会個人成績 | 国内大会個人成績 | 国内大会個人成績 | 国内大会個人成績             | 国内大会個人成績           | 国内大会個人成績 | 国内大会個人成績 | 国内大会個人成績 | 国内大会個人成績 | 国内大会個人成績 | 国内大会個人成績 |
| 年度             | クラブ           | 背番号           | リーグ           | リーグ戦                     | リーグ戦                   | リーグ杯         | リーグ杯         | オープン杯       | オープン杯       | 期間通算         | 期間通算         |
| 年度             | クラブ           | 背番号           | リーグ           | 出場                         | 得点                       | 出場             | 得点             | 出場             | 得点             | 出場             | 得点             |
| ブラジル         | ブラジル         | ブラジル         | ブラジル         | リーグ戦                     | リーグ戦                   | ブラジル杯       | ブラジル杯       | オープン杯       | オープン杯       | 期間通算         | 期間通算         |
| ---------------- | ---------------- | ---------------- | ---------------- | ---------------------------- | -------------------------- | ---------------- | ---------------- | ---------------- | ---------------- | ---------------- | ---------------- |
| 2010             | セアラー         |                  | セリエA          | 9                            | 0                          |                  |                  |                  |                  |                  |                  |
| 2011             | アメリカ-MG      |                  | セリエA          | 32                           | 13                         |                  |                  |                  |                  |                  |                  |
| 日本             | 日本             | 日本             | 日本             | リーグ戦                     | リーグ戦                   | リーグ杯         | リーグ杯         | 天皇杯           | 天皇杯           | 期間通算         | 期間通算         |
| 2012             | C大阪            | 9                | J1               | 27                           | 7                          | 5                | 1                | 2                | 1                | 34               | 9                |
| 2013             | 千葉             | 37               | J2               | 38                           | 22                         | -                | -                | 1                | 1                | 39               | 23               |
| 2014             | 千葉             | 9                | J2               | 33                           | 13                         | -                | -                | 3                | 2                | 36               | 15               |
| 通算             | ブラジル         | ブラジル         | セリエA          | 41                           | 13\|\|\|\|\|\|\|\|\|\|\|\| |                  |                  |                  |                  |                  |                  |
| 通算             | 日本             | 日本             | J1               | 27                           | 7                          | 5                | 1                | 2                | 1                | 34               | 9                |
| 通算             | 日本             | 日本             | J2               | 71                           | 35                         | -                | -                | 4                | 3                | 75               | 38               |
| 総通算           | 総通算           | 総通算           | 総通算           | \|\|\|\|\|\|\|\|\|\|\|\|\|\| |                            |                  |                  |                  |                  |                  |                  |

- Jリーグ初出場 - 2012年3月10日 J1第1節 サガン鳥栖戦 (ベアスタ)
- Jリーグ初得点 - 2012年3月17日 J1第2節 ガンバ大阪戦 (長居)

その他公式戦
- 2013年 
  - J1昇格プレーオフ 1試合0得点
- 2014年 
  - J1昇格プレーオフ 1試合0得点

## タイトル

### 個人
- J2得点王 (2013年)
- Jリーグ月間MVP (2013年10月)